# Đuro Stipetić
Đuro Stipetić (Sušak, 1876. július 9. – , 1946. február 17.), horvát hajóépítő mérnök és tervező, egyetemi tanár, a Zágrábi Egyetem rektora.

## Élete és munkássága
1899-ben szerzett diplomát a Bécsi Műszaki Egyetem Gépészmérnöki Tanszékén. Az 1900-as évek elején az Osztrák-Magyar Haditengerészethez csatlakozott mérnöknek, ahol a bécsi hadügyminisztérium hajóépítő tisztjeként, valamint a hajóépítő műhelyek és a szárazföldi üzem vezetőjeként a pólai arzenálnál dolgozott. 1911-ben a szolgálatból való kilépése után a monfalconei hajógyár hadihajó-osztályának vezetője lett (1913-ban itt született fia Đuro, aki később szintén hajóépítő mérnök lett). 1914 elejétől a hajógyár műszaki igazgatója lett. Parancsnoksága alatt és tervei szerint hadihajókat, valamint más hajókat és tengeralattjárókat építettek. A háború sújtotta monfalconei hajógyár rekonstrukciója és újjáépítése Stipetić projektje szerint, az akkori legmodernebb hajóépítési technológiai elvek alapján történt.
1920-tól a zágrábi Műszaki Főiskola rendes tanára volt, ahol teljesen a tanításnak szentelte magát. Társalapítója volt a Hajóépítési Tanszéknek, és kurzusokat vezetett be hajóelemekkel, kereskedelmi hajók építésével, hadihajók építésével, a menedzsmenttel és gyártelepekkel kapcsolatban. Két cikluson át (1921/22 és 1925/26) volt az iskola rektora. 1926. augusztus 31-én, amikor a Műszaki Főiskolát a Zágrábi Egyetembe integrálták a Műszaki Kar első dékánja lett. 1933 és 1935 között a Zágrábi Egyetem rektora volt. Közéleti tevékenysége keretében megszervezte a Horvát Egyetemi Társaságot, Maksimirban felállította a Horvát Akadémiai Kantint és a Csillagászati pavilont. A Mérnöki Társaság elnökeként kezdeményezte és végrehajtotta a zágrábi Mérnökház építését. 1926 és 1941 között a horvátországi cserkészszervezet vezetője volt. A Horvát-Német Társaság elnökeként (1936–44) rajongott a német kultúráért, irodalomért, zenéért és technikai vívmányokért, de nem a Németországot akkoriban uraló ideológiáért.
Az újonnan megalakult kommunista kormány 1945-ben Zágrábban halálra ítélte, és 1946 februárjában kivégezték. A kivégzés helyéről és a sírról nincs információ. Így Đuro Stipetić volt a Zágrábi Egyetem egyetlen halálra ítélt és kivégzett rektora.